# Лежинская волость
Лежинская волость — административно-территориальная единица в составе Грязовецкого и Вологодского уездов Вологодской губернии, существовавшая в 1924—1929 годах.

## История
Лежинская волость была создана постановлением ВЦИК от 11 февраля 1924 года при укрупнении волостей Вологодской губернии. В её состав вошли территории упразднённых Раменской и Жерноковской волостей, центром стал погост Бакланка.
Постановлением ВЦИК от 7 августа 1924 года Грязовецкий уезд был ликвидирован, а все его волости перешли в подчинение Вологодскому уезду.
Постановлением ВЦИК от 15 июля 1929 года Лежинская волость была ликвидирована, её территория вошла в состав Грязовецкого района.